# Rybałt
Rybałt (z wł. ribaldo) – w staropolszczyźnie określenie artystów sztuki plebejskiej (miejskiej), najczęściej wędrownych śpiewaków, sztukmistrzów, muzykantów i aktorów. Rybałt był jednoosobowym przedstawicielem sztuki żywego planu. Uprawiał wszystkie gatunki muzyczno-literacko-taneczno-cyrkowe. Posługiwał się językiem narodowym. Rybałci uprawiali także, przeważnie anonimową twórczość literacką – komedia rybałtowska i literatura rybałtowska, które zyskiwały popularność szczególnie w XVII wieku.